# ピエトラ橋 (ヴェローナ)

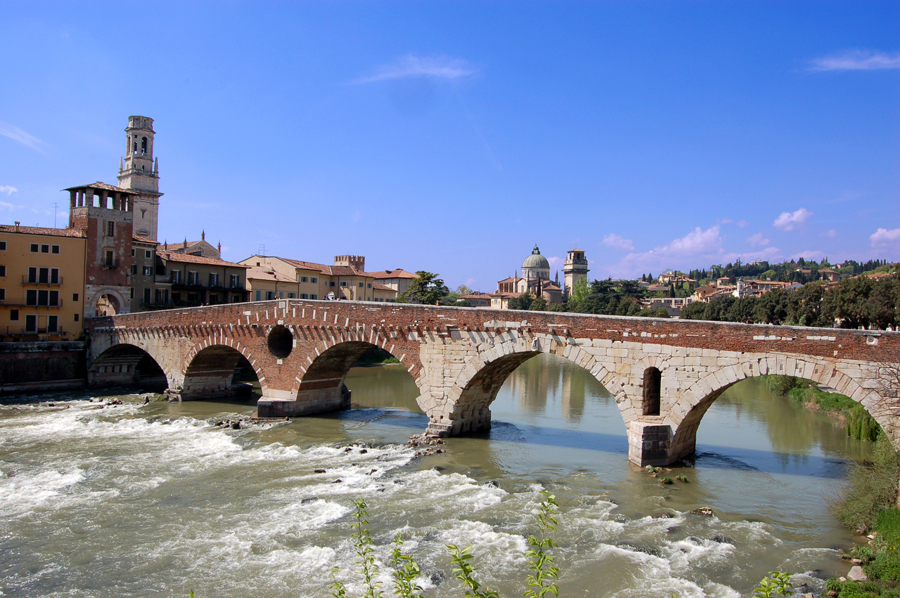
左岸側から見たピエトラ橋

ピエトラ橋（イタリア語: Ponte Pietra）は、イタリア ヴェローナのアディジェ川に架かる古代ローマ時代に起源を持つ石造アーチ橋。5径間、長さ120mの橋である。
この場所に橋が架けられたのは紀元前1世紀のことで、当初は木造橋であったが後に石橋に架け替えられた。現在見られる橋の構造物のうち、左岸側の一部が古代ローマ時代に造られたものである。右岸側はAlberto I della Scalaによって1298年に再建されたもので、中央部分の2スパンは1520年に再建されたものである。第二次世界大戦時に大部分が崩落したが、石材を全て再使用して1957年に復元された。
また、ヴェローナを出たポストゥミア街道は、この橋を通ってヴィチェンツァ方面に繋がっていた。ヴェローナ旧市街から橋を渡った対岸にはローマ劇場がある。

## アクセス
- ATVバス（市バス） Via S.Stefanoバス停またはLungadige S. Giorgioバス停が至近
- ヴェローナ・ポルタ・ヌオーヴァ駅の北東約2.5km